# فرودگاه بین‌المللی فالئولو
فرودگاه بین‌المللی فالئولو (به انگلیسی: Faleolo International Airport) یک فرودگاه همگانی با کد یاتا APW است که یک باند فرود آسفالت دارد و طول باند آن 3000 متر است. این فرودگاه در شهر آپیا کشور ساموآ قرار دارد و در ارتفاع 18 متری از سطح دریا واقع شده است.